# Faustino de Urquía
Faustino de Urquía Gómez (Martos, 1940) es juez magistrado español. En 2016 fue nombrado consejero del Consell Jurídic Consultiu de la Comunidad Valenciana.

## Biografía
Licenciado en Derecho por la Universidad de Granada en 1962, en 1965 entra en la carrera judicial. Profesor asociado de Derecho Penal de la Universidad de Alicante. Miembro fundador de Justicia Democrática, forma parte de la organización Jueces para la Democracia. Es padre del juez  Francisco Javier de Urquía.

## Trayectoria
De Urquía es un magistrado que ha trabajado en juzgados de primera instancia e instrucción de toda España. Ha sido presidente de la Audiencia Provincial de Alicante durante una década. Desde 2005 es presidente de la Sección Segunda de dicha Audiencia. Ha sonado para ocupar un puesto en el Tribunal Supremo. 

## Consell Jurídic Consultiude la Comunidad Valenciana
En octubre de 2016, el pleno del Consell procedió a la renovación de la mitad del Consell Jurídic Consultiu (CJC), órgano supremo de carácter consultivo en materia jurídica de la Administración autonómica y local valenciana. Los nuevos consejeros son los magistrados Margarita Soler, Asunción Ventura Franch y Faustino de Urquía Gómez. El CJC es un órgano de gran importancia para el ejecutivo, formado por los partidos PSPV y Compromís.